# Communauté rurale de Médina Gounass
La communauté rurale de Médina Gounass est une communauté rurale du Sénégal située au centre-sud du pays. 
Elle fait partie de l'arrondissement de Bonconto, du département de Vélingara et de la région de Kolda.

## Personnes influentes
- Cherif Mohamed Aly Aidara, guide religieux et spirituel de la communauté chiite mozdahir et fondateur de l'ONG Institut Mozdahir international (IMI)[2],[3]